# Carucio Severo
Carucio Severo de Oliveira, dit Severo, né le 15 avril 1927 à Pelotas et mort le 22 juillet 1994, est un footballeur brésilien. Il évoluait à un poste offensif, soit en milieu de terrain gauche, soit en attaquant.

## Carrière
Severo Caruccio de Oliveira est né à Pelotas le 15 avril 1927. Marié à Luzia de Freitas Oliveira, il a eu deux enfants, João Sérgio Freitas de Oliveira, ingénieur civil et professeur de mathématiques, et Márcia Freitas de Oliveira, également professeure de mathématiques.
Il fait ses armes dans de nombreux clubs brésiliens, en particulier dans les environs de Sao Paulo et Rio de Janeiro.
Venu des Corinthians Paulista, Severo arrive en France en 1952 à l'occasion d'un essai infructueux à l'OGC Nice. Il participe à deux saisons du championnat de France de football avec le RC Lens, puis une saison en Division 2 au Havre AC,.

## Statistiques
- 1952-1953 :  RC Lens (D1 : 23 matchs, 6 buts)
- 1953-1954 :  RC Lens (D1 : 12 matchs, 5 buts)
- 1954-1955 :  Le Havre AC (D2 : 23 matchs, 6 buts)